# Carl Uhde

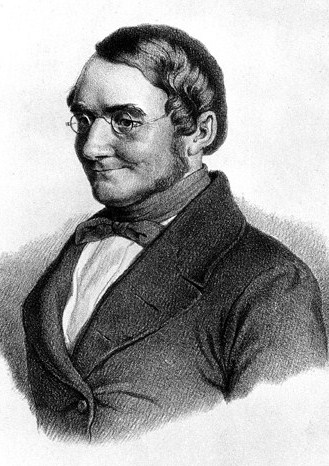
Carl A. Uhde

Carl Adolf Uhde (* 2. Februar 1792 in Brandenburg (Havel); † 17. November 1856 in Handschuhsheim bei Heidelberg) war ein deutscher Kaufmann und Sammler von Ethnographika, Antiken, Pflanzen, Tieren sowie Mineralien aus Mexiko.

## Familie
Er entstammte einem alten Kaufmannsgeschlecht. Dieses war ursprünglich in Gardelegen in der Altmark ansässig, wo 1393 Ciriacus und Henning Uden nachweisbar sind, 1419 die Gebrüder Niclas und Ciriacus und 1493 der Bürgermeister Udo Udonis. In Egeln bei Magdeburg wurde die Familie 1552 urkundlich. Die gesicherte Stammreihe beginnt mit Christian Röttger Heinrich Uhde, Kaufmann in Egeln, der dort am 6. Juni 1608 Dorothea Rulmann ehelichte.
Uhde war der älteste Sohn des Friedrich Ludwig Uhde (1763–1809), des ersten Oberbürgermeisters von Brandenburg, und der Caroline Fischer. Sein jüngerer Bruder Friedrich Gustav Uhde (1794–1814) war Kaufmann in Hamburg. Seine Schwester war mit einem Konsul Eschenburg in Buenos Aires verheiratet.
Uhde ehelichte um 1813 in London Eliza Hinrichs. Sie hatten fünf Kinder: 
Karl (Charles) (7. Februar 1814 – 1859), Albertina Eliza (3. Dezember 1817 – 12. Januar 1856, Urgroßmutter von Claus Schenk Graf von Stauffenberg), Emma Caroline (* 22. Juni 1821, Urgroßmutter von Peter Graf Yorck von Wartenburg), Adolf Wilhelm Bernhard (* 1822) und Albert Rodney (* 1836).

## Leben und Wirken
Seine Kindheit verbrachte Uhde in Alt Brandenburg an der Havel, wo er auch in die Schule gegangen sein dürfte. Von 1806 bis 1808 waren die Franzosen in der Stadt. 1809 verlor er mit 17 Jahren seinen Vater. Während sein jüngerer Bruder 1814 seine kaufmännische Tätigkeit in Hamburg aufnahm, war er als deutscher Kaufmann in London etabliert. Seine ersten vier Kinder kamen dort zur Welt.
Dann folgte ein 13-jähriger Geschäftsaufenthalt in Mexiko von 1823 bis 1835. In dieser Zeit entfaltete er eine intensive Sammeltätigkeit, die sich nicht nur auf archäologische Fundstücke richtete, sondern auch auf Mineralien, Pflanzen und Bücher.
Der jüngste Sohn wurde 1836 in Stuttgart geboren, von wo aus Uhde im selben Jahr das Schlösschen in Handschuhsheim, erwarb, einen Gutshof aus dem 18. Jahrhundert. Er baute ein durch eine Pergola mit dem Schloss verbundenes Nebengebäude als Museum für seine in Mittel- und Südamerika erworbenen Sammlungen aus.

„Die Sammlung war von ‚unvergleichlicher Reichhaltigkeit‘. Besonders beeindruckend waren die Werke indianischer Bildhauerkunst: Gestalten des aztekischen Götterhimmels, meist aus vulkanischem Gestein, und weitere Zeugnisse aus dem einst im Hochland von Mexiko errichteten Aztekenreich, das in den Jahren 1519 bis 1521 von den spanischen Eroberern vernichtet worden war. Ferner gab es noch eine Fülle anderer Exponate: Götzen aus gebranntem Ton, eine riesige Klapperschlange aus Granit, eine Menge Gesichter aus Stein gehauen, Schmuck, Steine, Perlen aus reinem Golde, Töpfergeschirr, Schwerter Pfeilspitzen, Messer aus Obsidian, Beile von Kupfer und Stein und anderes mehr. Außer diesen ‚Altherthümern‘ besaß Uhde noch eine Sammlung mexikanischer Naturprodukte: ausgestopfte Tiere, über 500 verschiedene Arten von Vögeln, Insekten aus allen Klassen, ein Herbarium und schließlich noch eine reiche Mineralienschau. Namhafte Wissenschaftler, darunter Historiker und Archäologen, Botaniker, Zoologen und Mineralogen fanden in den folgenden Jahren den Weg nach Handschuhsheim, um die Sammlungen zu sehen, die Uhde ‚mit zuvorkommender Güte und Belehrung den Besuchenden zeigte‘.“

Die Familie verkehrte in höchsten gesellschaftlichen Kreisen. Albertina heiratete den Grafen Rudolf von Üxküll-Gyllenband (* 16. Mai 1809; † 12. Dezember 1879) und Emma den Grafen Otto Eckbrecht von Dürkheim-Montmartin (* 23. Juli 1804). Über die beiden Schwestern Uhde, ihre Urgroßmütter, waren die Widerstandskämpfer Claus Schenk Graf von Stauffenberg und Peter Graf Yorck von Wartenburg, die in der Literatur oft als Vettern bezeichnet werden, miteinander verwandt. Uhdes ältester Sohn Charles heiratete 1857 Olympia Cockburn-Campbell, die Tochter des Sir Alexander Thomas Cockburn-Campbell, 2. Baronet. Charles Uhde erbte nach dem Tod des Vaters 1856 das Schlösschen. Nach seinem Tod 1859 fiel es an seinen jüngeren Bruder Adolph Uhde. Dieser war Kaufmann in Matamarus (Mexiko) und damals in Handschuhsheim wohnhaft. Am 1. Mai 1861 verkaufte er das Schlösschen mit Zubehörungen für 35.000 Gulden an den australischen „Minenkönig“ John Benjamin Graham, jedoch ohne die Sammlung. Für diese wurde der 14. Dezember 1861 als Auktionstag angesetzt.
Noch rechtzeitig reiste der Direktor der Königlich Preußischen Kunstkammer in Berlin Leopold von Ledebur an und besichtigte den Nachlass, die sogenannte Uhde’sche Sammlung in Handschuhsheim. Mit einem Gebot von 18.000 Gulden erhielt das Königlich Preußische Museum zu Berlin den Zuschlag.
Die umfangreiche Sammlung wurde geteilt. Die Bücher gingen an die Königliche und Museums-Bibliothek Berlin, Universitätsbibliothek Bonn, Breslau und Königsberg und zum Germanischen Nationalmuseum in Nürnberg; die zoologische Sammlung an das Zoologische und Anatomische Museum Berlin, das zoologische Museum in Breslau, Bonn, Halle, Königsberg und an die kgl. Realschule (Ort?); die botanischen Sammlungen an das Herbarium in Berlin und Halle; die Mineralien und Versteinerungen an das Mineralien-Cabinet in Berlin, Breslau, Königsberg, Halle, Greifswald, Bonn, Münster; die Münzen wurden dem kgl. Münzcabinet (Münzkabinett Berlin) überwiesen.
Die archäologischen Stücke wurden durch Ankauf erworben und zum 6. August 1870 in das Eingangsbuch der Königlich Preußischen Kunstkammer in Berlin eingetragen. Die Sammlung umfasste über 4.000 vorwiegend mexikanische Objekte, die sich heute in der Archäologischen Sammlung des Ethnologischen Museums Berlin befinden.